# Bojana Dornig
Bojana Dornig (7 agosto 1960) è un'ex sciatrice alpina slovena che gareggiò per la nazionale jugoslava.

## Biografia
Specialista delle prove tecniche originaria di Lubiana, la Dornig esordì in Coppa del Mondo il 1º febbraio 1977 a Maribor in slalom speciale, senza completare la gara, e ai Campionati mondiali a Garmisch-Partenkirchen 1978, dove si classificò 46ª nello slalom gigante e 18ª nello slalom speciale; in Coppa del Mondo ottenne il miglior risultato il 13 dicembre 1980 a Piancavallo in slalom speciale (7ª) e l'ultimo piazzamento a punti il 24 marzo 1981 a Wangs-Pizol nella medesima specialità (11ª).
Ai Mondiali di Schladming 1982, sua ultima presenza iridata, si classificò 18ª sia nello slalom speciale sia nella combinata; in Coppa del Mondo ottenne l'ultimo piazzamento il 21 marzo dello stesso anno all'Alpe d'Huez in slalom speciale (16ª) e prese per l'ultima volta il via il 27 marzo seguente a Monginevro nella medesima specialità, senza completare la gara. Non prese parte a rassegne olimpiche; figlia di Ludvig, a sua volta sciatore alpino, è madre del tennista Blaž Kavčič.

## Palmarès

### Coppa del Mondo
- Miglior piazzamento in classifica generale: 41ª nel 1981

### Campionati jugoslavi
- 3 ori (slalom speciale nel 1976; slalom speciale nel 1977; slalom speciale nel 1981)[1]